# Makk (anatómia)

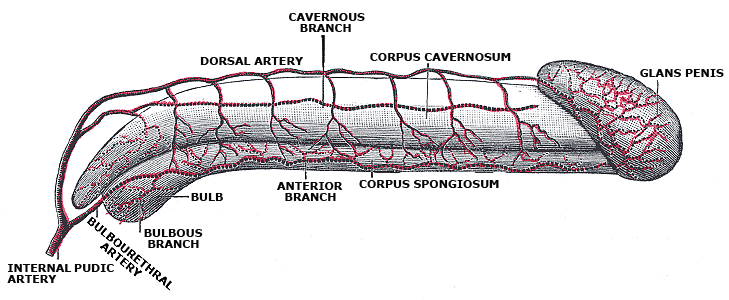
A hímvessző és a makk vérellátása

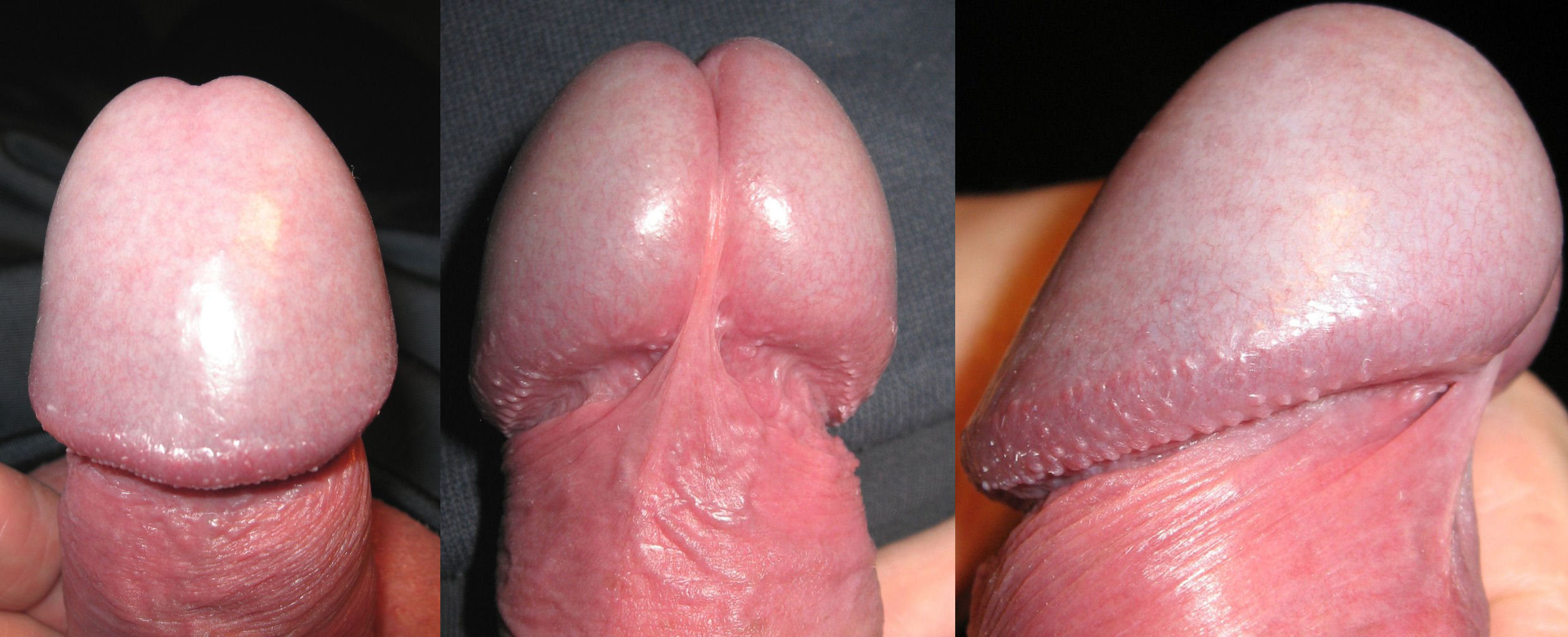
A merev hímvessző makkja

A makk (glans penis) a hímvessző elülső, erekkel és idegekkel gazdagon behálózott érzékeny része, nevét a tölgy terméséről kapta. A körülmetéletlen hímvessző makkját petyhüdt állapotában a fityma (előbőr) fedi. A makk rendszerint vastagabb, mint a pénisztest. Tulajdonképpen a corpus spongiosum meghosszabbodása, s benne van a húgycső külső nyílása. A makk felszíne számtalan idegvégződéssel ellátott, s így érintésre nagyon érzékeny, különösen a peremén; ez a szexuális élvezet szempontjából fontos. A makk alsó része egy vékony szövet, a frenulum révén kapcsolódik a fitymához. A makk peremén, a fityma alatti mirigyek egy sajtszerű anyagot választanak ki, ez a szmegma. Ha a fityma nagyon szűk, ez a szmegma összegyűlhet és kellemetlen ingerületeket okozhat. A napi testápoláshoz mindenképpen hozzátartozik a makk megmosása és a szmegma eltávolítása.